# Caradog ap Bran
Caradawc – w walijskiej mitologii syn Brana.
Kiedy Bran wyruszył ze swą armią do Irlandii, by pomścić złe traktowanie siostry Branwen przez najwyższego króla Matholwcha pozostawił Cardwaca jako głównego zarządce swego królestwa. Po śmierci Brana w Irlandii Caradawc został obalony przez Caswallona, syna boga śmierci Beli.